# Tejido linfático
En histología, el tejido linfático o tejido linfoide es un tipo de tejido conjuntivo que está formado una red de fibras reticulares de colágeno tipo III en cuyas intersecciones se localizan un tipo especial de fibroblastos que se llaman células reticulares. Sobre el entramado tridimensional formado por las células reticulares y las fibras de colágeno se disponen numerosas células del sistema inmune, principalmente linfocitos, células plasmáticas y macrófagos. El tejido linfático puede disponerse de forma difusa en la mucosa de los aparatos respiratorio, digestivo o urinario, en otras ocasiones forma cordones, por ejemplo en el bazo, o constituye estructuras de forma esférica que reciben el nombre de nódulos o folículos linfáticos.

## Folículo linfático
Es una estructura microscópica formada por tejido linfoide. Tiene forma más o menos esférica, consta de una zona central denominada centro germinativo que está rodeado por el manto o región cortical. El componente celular principal del folículo linfático es el linfocito.

## Función
El tejido linfático o linfoide constituye el componente principal del sistema inmune que permite al organismo combatir las infecciones por agentes externos.

## Tejidos y órganos linfoides
Se denomina tejido linfoide o linfático a un tipo de tejido conjuntivo en el que las células predominantes son los linfocitos. Los linfocitos se producen en los órganos linfoides primarios desde donde migran a los órganos linfoides secundarios. Existen dos tipos principales de linfocitos: linfocitos T y linfocitos B. El organismo produce cada día alrededor de 1000 millones de linfocitos nuevos.
- Los órganos linfoides primarios son la médula ósea y el timo; en ellos las células linfoides se generan y diferencian en linfocitos B maduros y linfocitos T maduros.
- Los órganos linfoides secundarios son los ganglios linfáticos, el bazo y el tejido linfoide asociado a las mucosas; en estos tejidos los linfocitos B y T toman contacto con los patógenos y sus antígenos, activándose y multiplicándose.[2]

| Órganos linfoides primarios   | Médula ósea                            |
| Órganos linfoides primarios   | Timo                                   |
| Órganos linfoides secundarios | Ganglios linfáticos                    |
| Órganos linfoides secundarios | Bazo                                   |
| Órganos linfoides secundarios | Tejido linfoide asociado a las mucosas |